# 鹦鹉螺亚纲
鹦鹉螺亚纲（学名：Nautiloidea），通稱鸚鵡螺類（学名：nautiloids），是一類有貝殼的头足纲軟體動物，皆為海生，包含8个超目及900多个属，其中絕大部份成員已經灭绝，現生種僅剩下鸚鵡螺科一脈的鹦鹉螺属及異鸚鵡螺屬。鸚鵡螺類是頭足類中最古老的一支，早在寒武紀便已出現，曾经是古生代海洋中十分強勢的无脊椎动物，其中包括體型巨大的頂級掠食者。鸚鵡螺類中的桿石目更是菊石、蛸亚纲（箭石、魷魚和章魚）等其他頭足綱類群的共同祖先，因此存活至今日的鹦鹉螺属及異鸚鵡螺屬被人們称作“活化石”。

## 下属分类
鸚鵡螺亞綱可分為以下目：
- †短棒角石目 Plectronocerida
- †原珠角石目 Protactinocerida [1]
- †沿河角石目 Yanhecerida [1]
- †愛麗斯木角石目 Ellesmerocerida
- †內角石目 Endocerida
- †珠角石目 Actinocerida
- †叠盘角石目 Discosorida
- †塔飛角石目 Tarphycerida
- †箭鉤角石目 Oncocerida
- 鸚鵡螺目 Nautilida
- †直角石目 Orthocerida
- †假直角石目 Pseudorthocerida
- †袋角石目 Ascocerida
- †桿石目 Bactritida